# Axel Mazella
Axel Mazella (Tolón, 10 de diciembre de 1997) es un deportista francés que compite en vela en la clase Formula Kite.
Ganó cinco medallas en el Campeonato Mundial de Formula Kite entre los años 2016 y 2023, y seis medallas en el Campeonato Europeo de Formula Kite entre los años 2017 y 2024.
Participó en los Juegos Olímpicos de París 2024, ocupando el sexto lugar en la clase Formula Kite.

## Palmarés internacional
| \| Campeonato Mundial \| Campeonato Mundial \| Campeonato Mundial \| Campeonato Mundial \| \| Año \| Lugar \| Medalla \| Clase \| \| ------------------ \| ---------------------- \| ------------------ \| ------------------ \| \| 2016 \| Weifang (China) \| Medalla de bronce \| Formula Kite \| \| 2017 \| Mascate (Omán) \| Medalla de plata \| Formula Kite \| \| 2021 \| Torregrande (Italia) \| Medalla de plata \| Formula Kite \| \| 2022 \| Cagliari (Italia) \| Medalla de bronce \| Formula Kite \| \| 2023 \| La Haya (Países Bajos) \| Medalla de bronce \| Formula Kite \| \| Campeonato Europeo \| \| \| \| \| Año \| Lugar \| Medalla \| Clase \| \| 2017 \| Estambul (Turquía) \| Medalla de plata \| Formula Kite \| \| 2018 \| La Rochelle (Francia) \| Medalla de bronce \| Formula Kite \| \| 2019 \| Torregrande (Italia) \| Medalla de oro \| Formula Kite \| \| 2020 \| Puck (Polonia) \| Medalla de oro \| Formula Kite \| \| 2021 \| Montpellier (Francia) \| Medalla de plata \| Formula Kite \| \| 2024 \| Los Alcázares (España) \| Medalla de plata \| Formula Kite \| |                        |                   |              |
| Campeonato Mundial |                        |                   |              |
| Año | Lugar                  | Medalla           | Clase        |
| 2016 | Weifang (China)        | Medalla de bronce | Formula Kite |
| 2017 | Mascate (Omán)         | Medalla de plata  | Formula Kite |
| 2021 | Torregrande (Italia)   | Medalla de plata  | Formula Kite |
| 2022 | Cagliari (Italia)      | Medalla de bronce | Formula Kite |
| 2023 | La Haya (Países Bajos) | Medalla de bronce | Formula Kite |
| Campeonato Europeo |                        |                   |              |
| Año | Lugar                  | Medalla           | Clase        |
| 2017 | Estambul (Turquía)     | Medalla de plata  | Formula Kite |
| 2018 | La Rochelle (Francia)  | Medalla de bronce | Formula Kite |
| 2019 | Torregrande (Italia)   | Medalla de oro    | Formula Kite |
| 2020 | Puck (Polonia)         | Medalla de oro    | Formula Kite |
| 2021 | Montpellier (Francia)  | Medalla de plata  | Formula Kite |
| 2024 | Los Alcázares (España) | Medalla de plata  | Formula Kite |